# Erval Grande

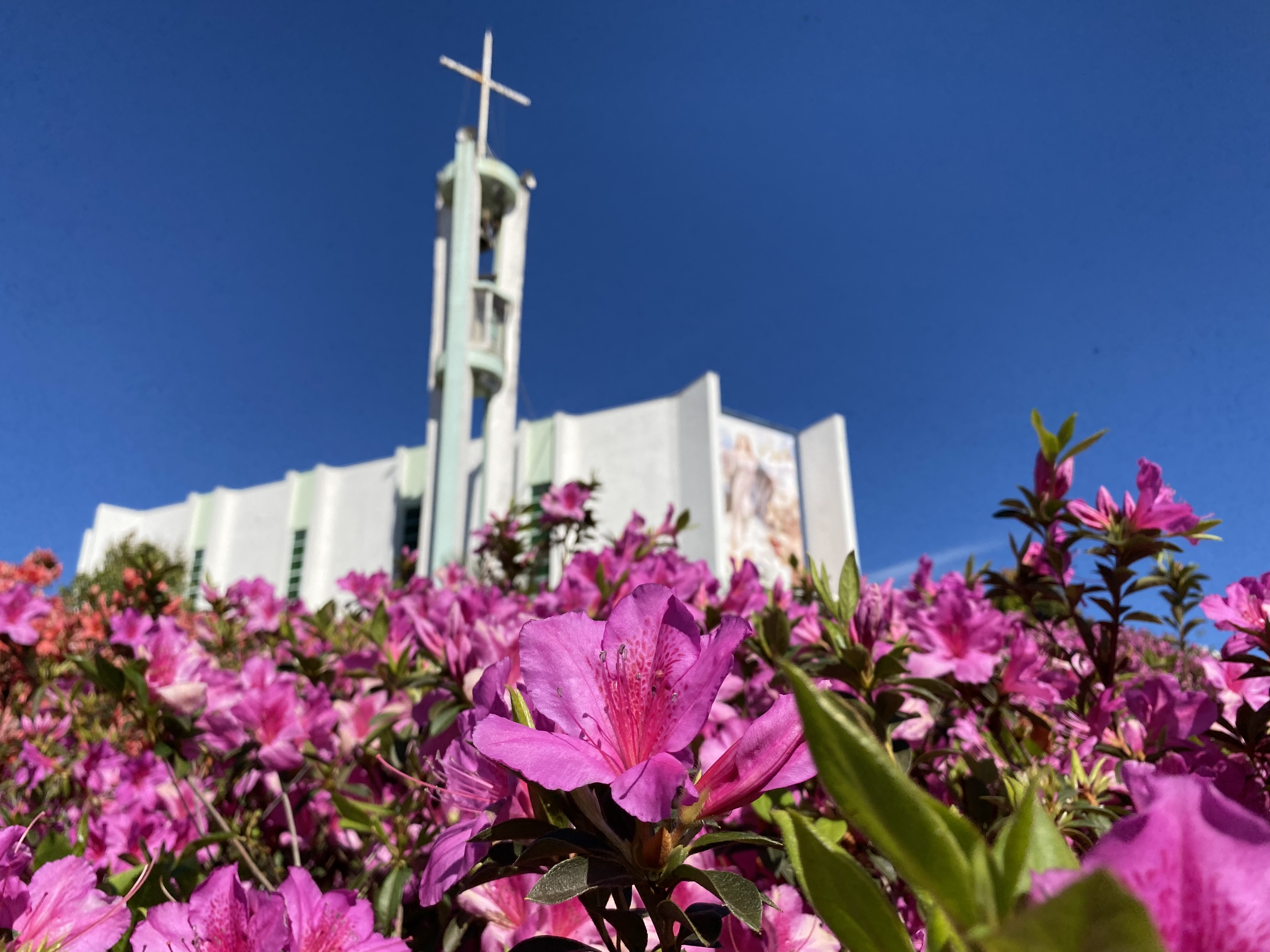
Imagem das Azaléias, flor típica da cidade, ao fundo a Paróquia Nossa Senhora da Glória

Erval Grande é um município do estado do Rio Grande do Sul. O nome do município se deve à erva-mate, muito usada primeiro por indígenas, depois pelos colonizadores. Inicialmente, chegaram famílias de origem italiana e cabocla. Com o passar do tempo, imigrantes de outras origens, como a polonesa e a alemã, foram constituindo a população. Além do extrativismo da erva-mate nativa, abundante na época, os moradores viviam da exploração de madeira, retirada da mata e transportada para a Argentina através de balsas pelo Rio Uruguai. No município originaram-se empresas que atuam, também, em outros estados (Ex: Companhia Zaffari , Sonda Supermercados).

## História
Em 1919 chegaram os primeiros habitantes. Abriram picadas a facão até chegarem ao Porto Goio-En, onde existia uma barca a remo, pertencente ao sr. Antonio Bernâncio e filhos.
Em 1923 os maragatos tomaram uma serraria existente no sopé da serra que serviu de repouso aquele grupo revolucionário, e ali combateram as tropas governamentais. Em 1926 foi construída a primeira casa, pertencente à família de Fermino Gomercindo Grando, onde se originou a vila, que logo em seguida passou a condição de distrito de Erechim. Em 1931 foi aberta a primeira estrada para carroça, que após algumas melhorias possibilitou a chegada do primeiro automóvel (Ford 24) e do primeiro caminhão (Chevrolet 1931), ambos da família Grando. No ano de 1958 iniciou-se a luta pela emancipação. A comissão era liderada por Francisco José Zaffari, padre Laurentino Tagliari, Amaury Darcy Bisognin, Domingos Arnaldo Pazzini e Hilário Fernandes Oltramari.
A emancipação deu-se no ano seguinte, através da lei estadual nº 3.715, em 16 de fevereiro. O município foi oficialmente instalado em 7 de junho de 1959.

## Formação Administrativa
Distrito criado com a denominação de Erval Grande (ex-povoado) pela Lei Estadual nº 64, de 22 de agosto de 1949, com território desmembrado do distrito de São Valentim, subordinado ao município de Erechim.
Erval Grande foi elevado à categoria de município pela Lei Estadual nº 3.715, de 16 de fevereiro de 1959. O município é instalado em 7 de junho de 1959, constituído do distrito-sede.
Pela Lei Municipal nº 20, de 1º/02/1960, foi criado o distrito de Santana. Pela Lei Municipal nº 137, de 13 de março de 1967, foram criados os distritos de Goio-Ên, Pinhalzinho e Sete de Setembro. Em divisão territorial datada de 1º/01/1979, o município é constituído de cinco distritos: Erval Grande, Goio-Ên, Pinhalzinho, Santana e Sete de Setembro. Assim permanece em divisão territorial datada de 2020.

## Geografia
Localizado no extremo norte do estado do Rio Grande do Sul, pertence à região do Conselho de Desenvolvimento Norte do estado do Rio Grande do Sul (COREDE Norte/RS). É um município que faz divisa fluvial com o estado de Santa Catarina, através do Rio Uruguai. O município possui concentração fundiária considerada média-baixa (Índice de Gini 0.301) e a principal forma de uso da terra são as pastagens (Quociente Locacional: 2,19). No período 1996-2006, o município apresentou  redução de 43,5% da área ocupada com lavouras.

### Relevo e solo
O relevo é caracterizado por patamares dissecados pelo rio Uruguai. Do ponto de vista morfoestrutural, esta unidade integra a província do Planalto Basáltico da Bacia do Paraná.
O substrato rochoso constitui-se, predominantemente, por rochas vulcânicas básicas da Formação Serra Geral, e por pequena ocorrência de rochas ácidas tipo Traquitos. As formações superficiais representativas da superfície geomorfológica de Erval Grande – Planalto das Araucárias apresentam-se bem evoluídas quimicamente, com espessura do solum superior a 6 metros. Destes, o horizonte B apresenta espessura superior a 2 metros, com características macromorfológicas de LATOSSOLO vermelho distrófico alumínico.
Aptidão à erosão do solo: Média à Alta.
O solo apresenta características de Latossolo Vermelho Distrófico Alumínico.

### Hidrografia
O município possui os seguintes rios/riachos: Rio toldo, rio Uruguai, rio Douradinho, rio Lageado Grande, rio Jacutinga e rio Passo Fundo (entre outros).

### Clima
- Clima: subtropical e/ou Mesotérmico Úmido
- Temperatura média anual: 18,5 graus centígrados
- Geadas: julho a agosto (tardias em setembro)

### Comunidades Do Interior
- Canarinho
- Capelo
- Caruzo
- Corredor
- Douradinho
- Ervalzinho
- Limeira
- Moquém
- Pinhalzinho
- Planchão
- Portela
- Porto Goio-En
- Praia Bonita
- Santana
- São José
- São Miguel
- São Pedro
- Sessão Sete de Setembro
- Tope da Serra
- Três Amigos
- Vila Nova

### População
Segundo o Censo Demográfico de 2010: 5.163 habitantes.
População estimada pelo IBGE para 2021: 4.819 habitantes.

### Distâncias
- Argentina: 230 km
- Paraguai: 490 km
- Curitiba (PR): 570 km
- Porto Alegre: 410 km
- Chapecó - SC: 50 km
- Erechim - RS: 60 km
- Santana do Livramento - RS:637 km
- Santa Maria -RS:388 km
- Uruguaiana -RS:662 km

## Pontos turísticos
- Museu Histórico Cultural Fermino Gomercindo
- Lago das Mil Sequóias - lago com três hectares, cercado por azaleias e outras espécie de plantas.
- Tirolesa interestadual- com 1.300 metros, atravessa a divisa entre o RS e o SC sobre o Rio Uruguai.

## Ligações Externas
- Página da Prefeitura Municipal
- Secretaria do Turismo do Rio Grande do Sul
- Panorama estatístico de Erval Grande/RS